# Sonneberg (Neusalza-Spremberg)

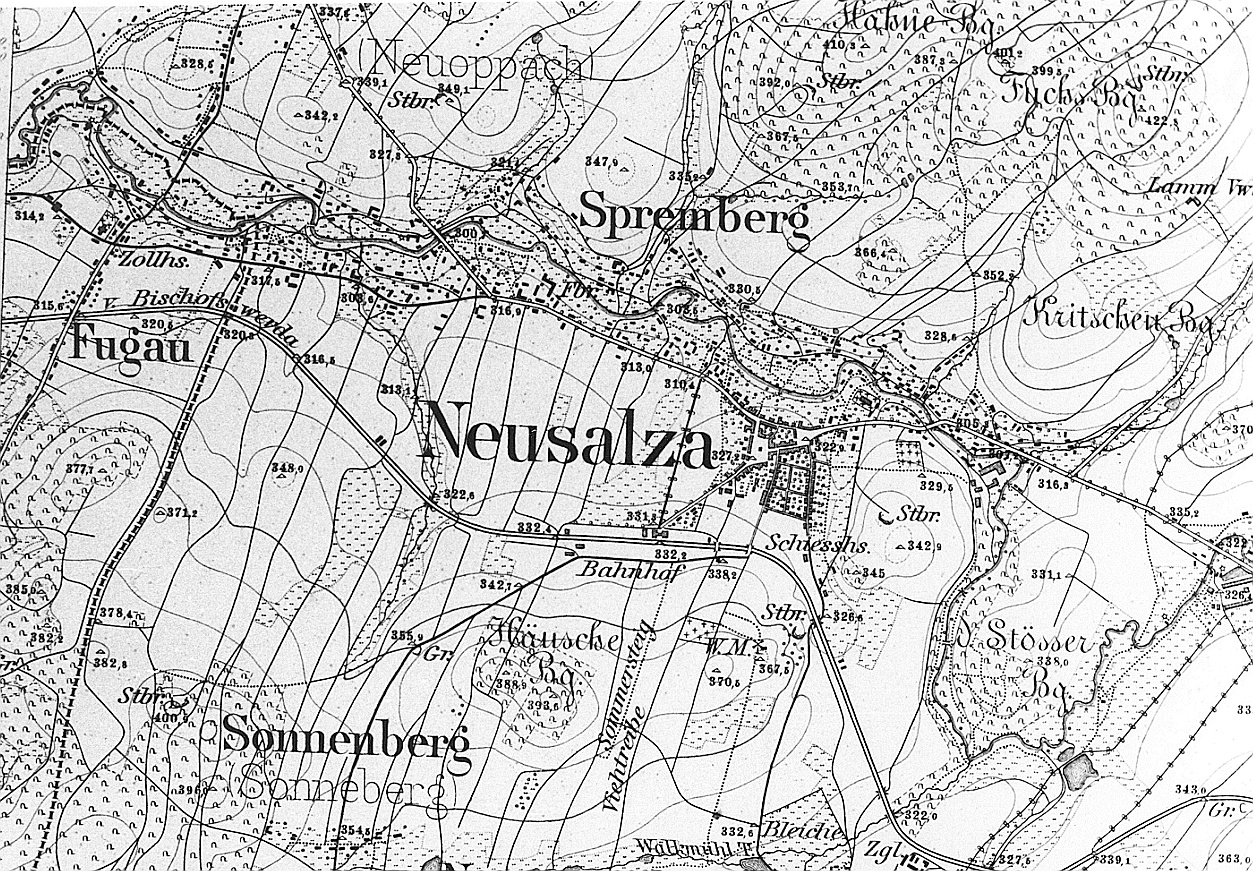
Karte mit Sonneberg von 1883

Sonneberg ist ein Stadtteil von Neusalza-Spremberg in Sachsen.

## Geografie
Sonneberg liegt zwischen dem Hänscheberg (393,1 m) und dem gleichnamigen Sonneberg (401,0 m; auch Buchberg genannt) in einem Waldwinkel etwa 500 m vor der Staatsgrenze zu Tschechien.
Das Sonnebergwasser, das vom Sonneberg in Richtung Neuspremberg fließt, vereinigt sich nach dem Inselteich mit dem Forellenflössel und mündet danach in der Spree.

## Geschichte
Die ersten 7 Häuser wurden um das Jahr 1800 erbaut. Im historischen Meilenblatt von Sachsen, Blatt 353, sind „die neuen Häuser der Sonneberg genannt“ aufgeführt, an anderen Stellen auch Neue Häuser oder Pilzhäuser genannt. Die einzelnen Gebäude stehen in einer lockeren Häuslerzeile an einem Querweg, der von der Sonnebergstraße, der alten Verbindung von Neusalza nach Šluknov (Schluckenau), geschnitten wird. Der Ortsname lautete 1875 Sonnenberg (Sonneberg). Seit 1920 ist Sonneberg ein Ortsteil von Neusalza-Spremberg.
Im Verlauf des 19. Jahrhunderts, um 1860, waren im Ortsteil Sonneberg wie in Neuspremberg längs der waldreichen Grenze zu Böhmen sogenannte „Pascherkneipen“ entstanden. In diesen Wirtshäusern wurde „Paschergut“ (Schmuggelware) umgeschlagen, so in Sonneberg in der „Roten Tonne“, der Vorgängerin des heutigen Ausflugslokals „Waldestal“. Die früher stark besuchte Gaststätte mit ihrem großen Biergarten ist seit Jahren geschlossen. Die Wanderer in östlicher Richtung erreichen erst nach längerem Fußmarsch hinter dem Ortsteil Neuspremberg in Neufriedersdorf die Lokale Fichtelschänke und Blockhaus. Die Sonnebergstraße als neuzeitliche Verkehrsverbindung zwischen der Stadt und ihrem Ortsteil endet hinter dem Gebäude Waldestal am Waldrand und wird nun zum grenzüberschreitenden Rad- und Wanderweg in den tschechischen Schluckenauer Zipfel.